# جيم سيرز
جيم سيرز (بالإنجليزية: Jim Sears)‏ هو لاعب كرة قدم أمريكية أمريكي، ولد في 20 مارس 1931 في لوس أنجلوس في الولايات المتحدة، وتوفي في 4 يناير 2002 في وودلاند هيلز، كاليفورنيا في الولايات المتحدة.